# Ambra
 For alternative betydninger, se Ambra (flertydig). (Se også artikler, som begynder med Ambra)
Ambra er et sekret, der udskilles i kaskelothvalens tarm.
Ambra er en uigennemsigtig substans, som dannes i tarmen hos kaskelothvaler. Disse "tarmsten" dannes i klumper på op til 400 kg og ofte omkring rester af blæksprutter.
Ambra har en sødlig lugt og har været brugt bl.a. som afrodisiakum, i madlavningen og til parfumer, hvor det blev anvendt til at fiksere dufte. Sekretet fremstilles nu kunstigt.

## Kemiske egenskaber
Ambra er en relativt ureaktiv syre. Leopold Ružička og Fernand Lardon opdagede i 1946 hvide krystaller af terpenoider kendt som ambrein kan udskilles fr aambra ved at opvarme den rå ambra i alkohol, for derefter at lade opløsningen afkøle. Nedbrydningen af den relativt lugtfri ambreain sker via oxidering, der giver ambroxid og ambrinol, der er de primære komponenter, der giver lugt til ambra.
- Ambrein
- Ambroxid
- Ambrinol

Ambroxid bliver i dag fremstillet syntetisk og bruges i stor grad inden for parfume-indsutrien.